# Municipio de Ripley (Iowa)
El municipio de Ripley (en inglés: Ripley Township) es un municipio ubicado en el condado de Butler en el estado estadounidense de Iowa. En el año 2010 tenía una población de 236 habitantes y una densidad poblacional de 2,52 personas por km².

## Geografía
El municipio de Ripley se encuentra ubicado en las coordenadas 42°41′40″N 92°51′59″O / 42.69444, -92.86639. Según la Oficina del Censo de los Estados Unidos, el municipio tiene una superficie total de 93.68 km², de la cual 93,51 km² corresponden a tierra firme y (0,18 %) 0,17 km² es agua.

## Demografía
Según el censo de 2010, había 236 personas residiendo en el municipio de Ripley. La densidad de población era de 2,52 hab./km². De los 236 habitantes, el municipio de Ripley estaba compuesto por el 98,31 % blancos, el 0,42 % eran amerindios, el 0,85 % eran asiáticos, el 0,42 % eran de otras razas. Del total de la población el 1,27 % eran hispanos o latinos de cualquier raza.